# Our Town (The X-Files)
«Our Town» es el vigésimo cuarto episodio de la segunda temporada de la serie de televisión estadounidense de ciencia ficción The X-Files. Se estrenó en la cadena Fox en Estados Unidos el 12 de mayo de 1995. Fue escrito por Frank Spotnitz y dirigido por Rob Bowman. El episodio es una historia del «monstruo de la semana», desconectada de la mitología más amplia de la serie. «Our Town» recibió una calificación Nielsen de 9,4 y fue visto por 9,0 millones de hogares. El episodio recibió opiniones mixtas de los críticos.
El programa se centra en los agentes especiales del FBI Fox Mulder (David Duchovny) y Dana Scully (Gillian Anderson) que trabajan en casos relacionados con lo paranormal, llamados expedientes X. Mulder cree en lo paranormal, mientras que la escéptica Scully fue asignada para desacreditar su trabajo. En este episodio, Dudley, Arkansas, es el sitio de la última investigación de Mulder y Scully, quienes son enviados a buscar a un inspector avícola desaparecido. El caso toma un giro cuando otra trabajadora avícola recibe un disparo después de que se vuelve loca, lo que lleva a Mulder a creer que ciertos habitantes del pueblo son caníbales.
«Our Town» fue el primer episodio independiente del futuro productor ejecutivo Spotnitz para el programa. Spotnitz se inspiró para escribir el episodio después de pensar en el canibalismo que ocurría en una planta de procesamiento de pollo, una idea que pensó que era una de las cosas más despreciables y viles. Spotnitz luego nombró a los personajes como caníbales de la vida real.

## Argumento
En Dudley, Arkansas, el inspector de salud del gobierno George Kearns sigue a su amante aparentemente joven, Paula Gray, al bosque. Sin embargo, después de perder la pista de Paula, Kearns pronto se encuentra rodeado de luces que se aproximan en el bosque. Luego es asesinado por un atacante que porta un hacha con una máscara tribal.
Cuando se informa que Kearns desapareció diez semanas después y un testigo afirma haber visto foxfire cerca de Dudley, Fox Mulder (David Duchovny) y Dana Scully (Gillian Anderson) lo investigan. En el sitio del supuesto foxfire, los agentes encuentran quemado el suelo y una estaca de una bruja clavada en el suelo. Arens, el sheriff local, llega y niega cualquier cosa inusual que ocurra en Dudley. Después de visitar a la esposa de Kearns, Doris, los agentes descubren que estaba a punto de recomendar que una planta local de pollos, Chaco Chicken, sea cerrada por varias violaciones de salud. Mientras les da a los agentes un recorrido por la planta, el gerente Jess Harold afirma que Kearns realizó una venganza contra Chaco Chicken. Después de escuchar esto, Paula, que trabaja en la planta, sujeta a Harold a punta de cuchillo. Mulder y Scully intentan razonar con Paula hasta que el Sheriff Arens la mata. El médico de la planta, el Dr. Vance Randolph, más tarde afirma que Paula sufría dolores de cabeza constantes, que Kearns también había sufrido.
Luego, los agentes ven a Walter Chaco, el abuelo de Paula y el dueño de la planta, quien mientras está conmocionado por la muerte de Paula da permiso a los agentes para realizar una autopsia. Los agentes descubren que, aunque en el archivo de personal de Paula pone que tiene 47 años, no parece tener más de 20 años. También descubren que Paula padecía la enfermedad de Creutzfeldt-Jakob, una enfermedad rara y mortal que causa demencia. Cuando los agentes casi chocan con un camión de pollos, descubren que el conductor también sufrió la enfermedad. Al darse cuenta de una corriente de color rojo sangre de la planta en un arroyo cercano, Mulder ordena a un reacio sheriff Arens que lo drague. Rápidamente encuentran los huesos de nueve personas, incluyendo a Kearns. Mientras inspeccionan los restos esqueléticos, los agentes notan que a los esqueletos les faltan los cráneos y que los huesos parecen haber sido hervidos. Mientras tanto, Randolph y Harold discuten sobre los huesos descubiertos y el aumento de los casos de Creutzfeldt-Jakob. Mientras Randolph se queja de la inacción de Chaco, Harold le asegura que hablará con Chaco.
Usando los registros del FBI, Mulder y Scully encuentran que ochenta y siete personas desaparecieron en un radio de doscientas millas de Dudley durante el último medio siglo. Mulder sospecha que los residentes de la ciudad practican canibalismo para prolongar su vida, posiblemente explicando la apariencia juvenil de Paula. Mulder también se da cuenta de que Kearns originalmente tenía la enfermedad de Creutzfeldt-Jakob, y que los otros residentes contrajeron la enfermedad después de consumir su cuerpo. Los agentes intentan buscar los registros de nacimiento de la ciudad para confirmar la edad de Paula, pero descubren que fueron destruidos. En la mansión de Chaco, Chaco y Harold se encuentran con Doris, quien con lágrimas en los ojos indica que ella «ayudó» a Chaco a matar a su esposo; Chaco le ordena que obstruya la investigación del FBI.
Doris llama a Mulder, creyendo que Chaco quiere matarla; después de que cuelga, es atacada por la figura enmascarada. Scully va a ayudar a Doris mientras Mulder busca a Chaco en su mansión. Allí, encuentra las cabezas reducidas de Kearns y otras víctimas en un gabinete. Mulder llama a Scully por teléfono y escucha que Chaco la golpea. Ella es llevada a un campo apartado, donde Harold comenzó una hoguera y llevó a la gente del pueblo a consumir a Doris. Chaco los regaña por matar a uno de los suyos, pero Harold lo regaña por permitir que ocurra la epidemia de Creutzfeldt-Jakob y hace que Chaco sea ejecutado por la figura enmascarada. Scully misma está a punto de morir cuando Mulder llega y dispara a la figura; se revela que es el Sheriff Arens. Harold intenta disparar a Mulder, pero es pisoteado hasta la muerte por la gente que huye.
En la narración, Scully explica que la planta de Chaco fue clausurada por el Departamento de Agricultura, y que veintisiete residentes de Dudley han muerto a causa de la enfermedad de Creutzfeldt-Jakob. Ella revela que Chaco tenía noventa y tres años en el momento de su muerte, y había pasado tiempo con la supuestamente caníbal «tribu de Jale» después de que su avión de transporte fue derribado sobre Nueva Guinea durante la Segunda Guerra Mundial. Ella también declara que sus restos nunca fueron encontrados; la escena final sugiere que los restos de Chaco se están usando para alimentar a los pollos en su planta.

## Producción

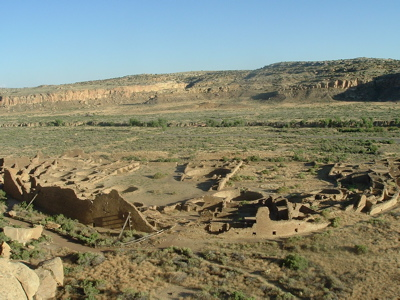
Parte del episodio se inspiró en el descubrimiento de Spotnitz de que los arqueólogos habían descubierto huesos humanos hervidos en Cañón del Chaco, Nuevo México (en el fondo en la foto).

«Our Town» fue escrito por el futuro productor ejecutivo Frank Spotnitz y dirigido por Rob Bowman. El episodio fue el primer episodio independiente de Spotnitz para el programa, y por eso decidió escribir sobre «las cosas más despreciables y viles que podía imaginar», que en este caso era el canibalismo que ocurría en una planta procesadora de pollos. Spotnitz se inspiró en la película de Spencer Tracy Bad Day at Black Rock (1955) (sobre un pueblo que guarda un terrible secreto)  y en un artículo que leyó cuando era estudiante en la Universidad de California en Los Ángeles sobre canibalismo en las salamandras y cómo tal comportamiento les causaba enfermedades a los animales. Cuando se estaba escribiendo el guion del episodio, estas ideas se complementaron más tarde con investigaciones médicas sobre el Kuru, un trastorno neurodegenerativo incurable muy raro que antes era común entre la gente Fore de Papúa Nueva Guinea.
Mientras investigaba a los Anasazi para el final de la segunda temporada, Spotnitz se enteró de que los arqueólogos habían descubierto huesos humanos hervidos en el Cañón del Chaco, Nuevo México, un elemento que aparece en la versión final del episodio. Spotnitz también usó «Chaco» como el nombre de la planta de pollos en este episodio. Spotnitz tuvo problemas para encontrar libros sobre canibalismo, pero obtuvo suficiente información para nombrar a los personajes del episodio como caníbales reales y notables. Gary Grubbs, el actor que interpretaba al sheriff, luego fue elegido como el capitán de bomberos en la película de 1998 The X-Files: Fight the Future. A Howard Gordon se le ocurrió la idea de comenzar el episodio con una historia de amor entre George Kearns y Paula Gray.
Sobre el resultado final, Spotnitz dijo: «Estaba muy satisfecho con la forma en que se ejecutó, y creo que fue un buen misterio». Más tarde escribió que «le gustaba más a medida que pasaba el tiempo». El director Rob Bowman admitió estar cansado y no inspirado por el momento en que se produjo este episodio, el penúltimo de la temporada. Esta falta de interés más tarde resultó en que el episodio tomara «más tiempo para terminarse». Bowman recordó más tarde que el aspecto más difícil del episodio era filmar la escena culminante del sacrificio humano, aunque solo fuera por la máscara ceremonial que presentaba. Explicó: «La máscara me asustó muchísimo solo porque pensé: “Bueno, si no hago esta toma bien, será una tontería”».

## Recepción
«Our Town» se transmitió por primera vez en los Estados Unidos el 12 de mayo de 1995, en la cadena Fox. En su emisión original, fue visto por 9 millones de hogares, según el sistema de calificaciones Nielsen. Recibió una calificación de 9,4 y una participación de 17 entre los espectadores, lo que significa que el 9,4 por ciento de todos los hogares en los Estados Unidos y el 17 por ciento de todas las personas que miraban televisión en ese momento vieron el episodio.
El episodio recibió críticas en su mayoría mixtas de los críticos de televisión. En una revisión retrospectiva de la segunda temporada, Entertainment Weekly le dio a «Our Town» una C+, y la describió como «aterradora, pero principalmente por lo que sucede en una planta procesadora de pollos». Escribiendo para The A.V. Club, Zack Handlen calificó el episodio con una B−, criticando la secuencia de apertura cliché: («¿No hemos visto esto antes? Como un millón de veces, en docenas de películas de terror, e incluso en esta misma serie») los personajes anodinos y la falta de humor. Sin embargo, elogió el hecho de que la trama explicaba lo suficiente los motivos del villano y que el episodio tenía «algún sentido de comunidad detrás de todo». Además, escribió que la resolución funcionó bien a pesar de recurrir nuevamente a Scully en peligro.
Television Without Pity clasificó a «Our Town» como el quinto episodio del programa que más provoca pesadillas. Robert Shearman y Lars Pearson, en su libro Wanting to Believe: A Critical Guide to The X-Files, Millennium & The Lone Gunmen, calificaron el episodio con dos estrellas de cinco. Los dos escribieron positivamente sobre las yuxtaposiciones de Spotnitz, elogiando la idea de enmarcar los temas en torno al canibalismo. Sin embargo, escribieron que «Spotnitz lleva la metáfora demasiado lejos», citando la escena final como evidencia. Shearman y Pearson también criticaron la dirección de Bowman, señalando que carecía de las florituras para hacer que «la extraña comedia negra de Spotnitz funcionara», y la música de Mark Snow. Señalaron que Snow estaba en «piloto automático» y que su banda sonora era «el mismo himno de cuerno que le da a cualquier personaje que ha tomado demasiado de una cultura tribal». Los dos criticaron aún más el uso de la serie de la captura de Scully como un mecanismo para que Mulder entrara en acción.